# Deflategate

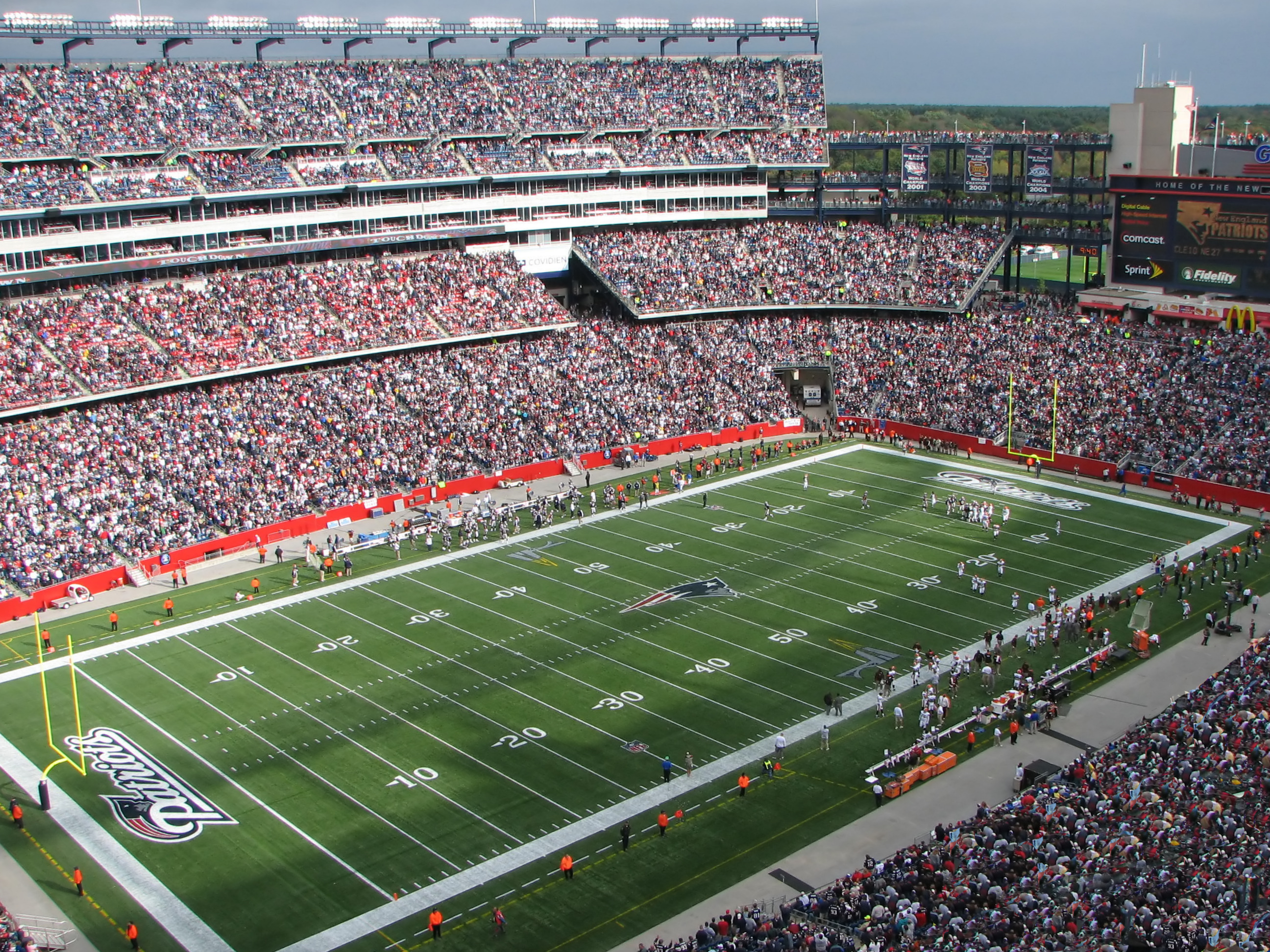
l escándalo protagonizado por los Patriotas y su jugador, Tom Brady comenzó luego del partido por el campeonato de la AFC que disputaron ...

El escándalo en la final del Campeonato de la AFC de 2015, generalmente conocido como Deflategate, es una controversia en la National Football League (NFL) relacionada con la acusación hacia los New England Patriots por desinflar deliberadamente los balones en el partido contra los Indianapolis Colts el 18 de enero de 2015, el partido terminó 45-7 favor New England Patriots.

## Fondo
Las reglas oficiales de la Liga Nacional de Fútbol exigían que los balones de fútbol se inflaran a una presión manométrica de entre 12.5 y 13.5 libras por pulgada cuadrada medida por los oficiales del juego. Las reglas no especificaban la temperatura a la que debía realizarse dicha medición. Como lo establece la ley de presión-temperatura, existía una correlación positiva entre la temperatura y la presión de un gas con un volumen y una masa fijos. Si una pelota de fútbol se inflara a la presión mínima de 12.5 libras por pulgada cuadrada a temperatura ambiente, la presión caería por debajo del mínimo a medida que los gases del interior se enfriaran a una temperatura ambiente más baja en el campo de juego.
Antes de 2006, el procedimiento operativo normal de la liga era que el equipo local proporcionara todos los balones proporcionados para el juego. En 2006, las reglas se modificaron para que cada equipo use sus propios balones durante la ofensiva. Los equipos rara vez manejan una pelota de fútbol utilizada por el otro equipo, excepto después de recuperar un balón suelto o una intercepción. Ciertos jugadores abogaron por que se cambiaran las reglas con el propósito expreso de permitir que los mariscales de campo usaran balones de fútbol que les convenieran.

## Consecuencias
La liga anunció el 11 de mayo de 2015 que Tom Brady, quarterback titular de los New England Patriots, sería sancionado con 4 partidos de suspensión en la temporada de 2016. Además, la liga ordenó a los New England Patriots pagar una multa de 1 millón de dólares. También se requirió que los Patriots renunciaran a selecciones en la primera ronda del draft de 2016 y a la selección de cuarta ronda del draft de 2017.